# NGC 5876
NGC 5876 је спирална галаксија у сазвежђу Волар која се налази на NGC листи објеката дубоког неба.
Деклинација објекта је + 54° 30' 23" а ректасцензија 15h 9m 31,4s. Привидна величина (магнитуда) објекта NGC 5876 износи 12,9 а фотографска магнитуда 13,7. NGC 5876 је још познат и под ознакама IC 1111, UGC 9747, MCG 9-25-28, CGCG 274-28, PGC 54110.